# Caffè Gambrinus

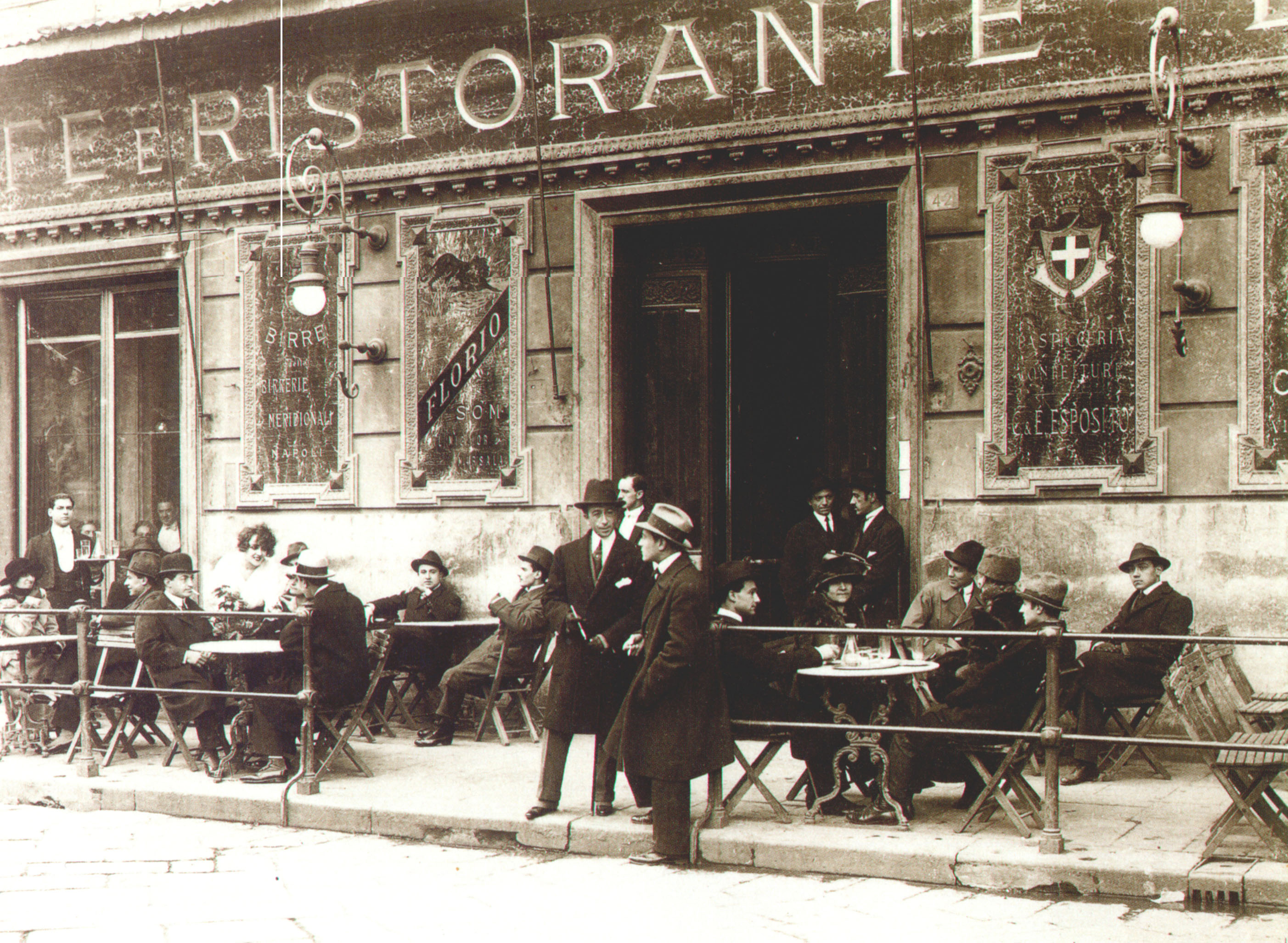
Foto histórica de 1920.

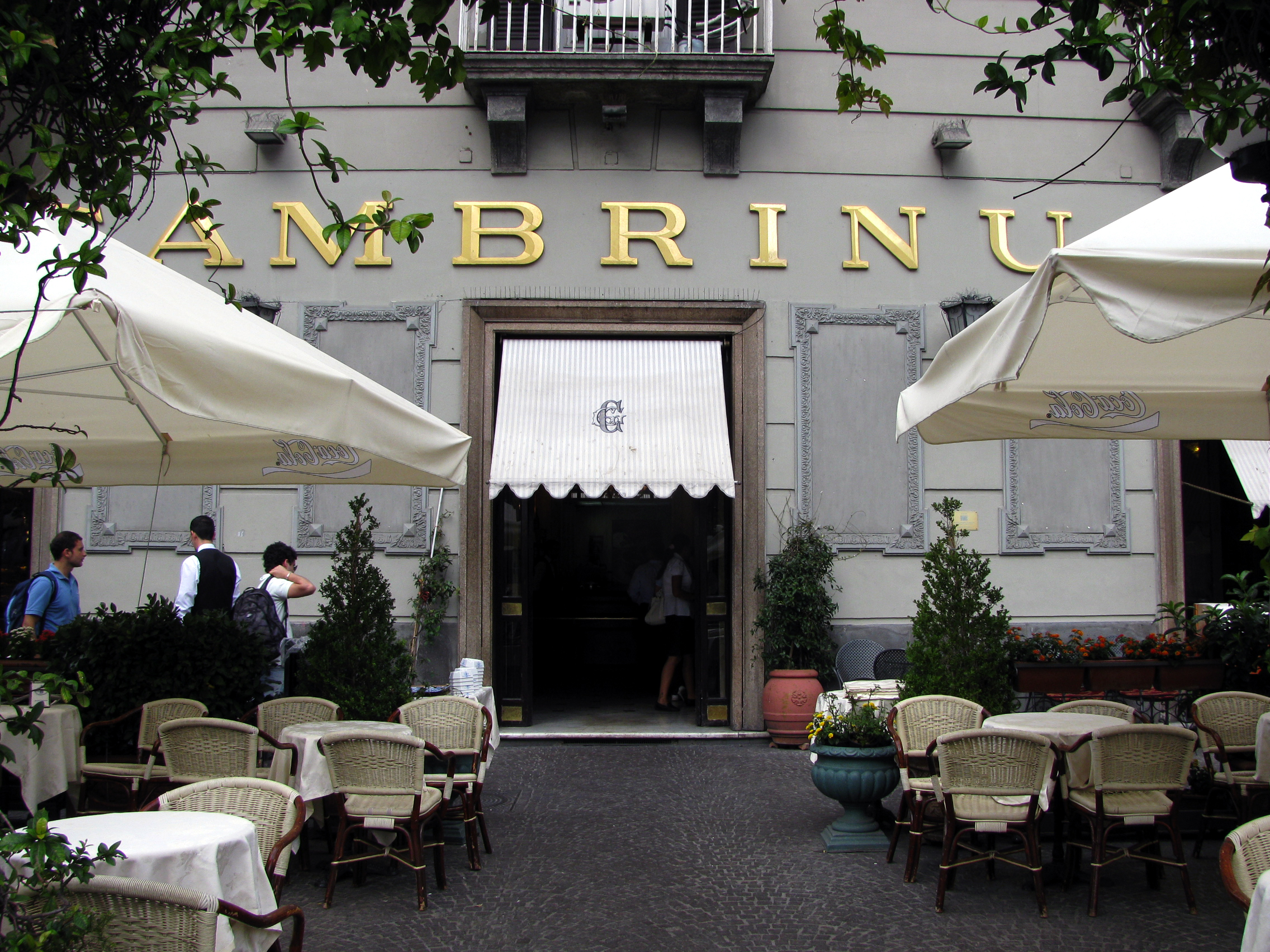
La entrada del bar.

El Gran Caffè Gambrinus es un establecimiento histórico de Nápoles, Italia, ubicado en la Via Chiaia. Su nombre procede del mitológico rey de Flandes Gambrinus, considerado el patrón de la cerveza. El Gran Caffè Gambrinus se encuentra entre los diez primeros cafés de Italia y forma parte de la Associazione Locali Storici d'Italia, y está considerado uno de los cafés literarios más importantes de Italia.

## Historia y descripción
Fundado en 1860 por el empresario Vincenzo Apuzzo, logró inmediatamente un enorme éxito y afluencia por parte de la población de todas las clases, atraída por la obra de los pasteleros, heladeros y baristas que contrató su fundador; esto, al mismo tiempo, hizo que consiguiera el reconocimiento por decreto de Fornitore della Real Casa.
Después de Apuzzo la gestión pasó a Mario Vacca, que en los años 1889-1890 encargó la decoración del interior al arquitecto Antonio Curri y para pintar los frescos llamó a los artistas impresionistas napolitanos Luca Postiglione, Pietro Scoppetta, Vincenzo Volpe, Edoardo Matania, Attilio Pratella, Giuseppe Alberto Cocco, Giuseppe Casciaro, Luigi Fabron, Giuseppe Chiarolanza, Gaetano Esposito, Vincenzo Migliaro, Vincenzo Irolli y Vincenzo Caprile.
En los años de la Belle Époque, las personalidades locales frecuentaban las salas del bar para asistir al café-concert. Tras años felices y despreocupados, la tarde del 5 de agosto de 1938 el prefecto Giovanni Battista Marziali ordenó su cierre porque estaba considerado un lugar de encuentro de antifascistas. Esta era la razón oficial, pero el verdadero motivo era que la esposa del prefecto no podía dormir a causa del ruido proveniente del café, situado en la planta baja del histórico Palazzo della Prefettura, sede de la prefectura.
Las estancias que hasta ese momento habían sido del Gambrinus fueron destinadas a albergar el Banco di Napoli, hasta que, en 1952, el empresario napolitano Michele Sergio logró reabrir el establecimiento, reocupando parte de las salas, las que daban hacia la Via Chiaia. La gestión fue realizada por sus hijos Arturo y Antonio, los cuales, tras una controversia con el Banco di Napoli, consiguieron recuperar las habitaciones ocupadas por el banco (las salas que daban hacia la Piazza Trieste e Trento y hacia la Piazza del Plebiscito).
Amueblado en estilo modernista, conserva en su interior estucos, estatuas y cuadros de finales del siglo xix realizados por artistas napolitanos, incluidas obras de Gabriele D'Annunzio y Filippo Tommaso Marinetti.

## Personajes ilustres
Desde la Belle Époque ha sido frecuentado por personajes históricos, como Gabriele D'Annunzio (que, según algunas fuentes, escribió en las mesas del café la poesía 'A Vucchella), Benedetto Croce, Matilde Serao, Eduardo Scarpetta, Totò y los De Filippo, Ernest Hemingway, Oscar Wilde y Jean Paul Sartre, entre otros. También la emperatriz de Austria Isabel de Baviera, más conocida como Sisi, visitó el Gambrinus en su viaje a Nápoles en 1890.
Sustancialmente devuelto a su antiguo esplendor, es uno de los lugares más frecuentados de Nápoles, tanto por los intelectuales como por los turistas. En los últimos años ha sido visitado por los presidentes de la República Francesco Cossiga, Oscar Luigi Scalfaro, Carlo Azeglio Ciampi, Giorgio Napolitano y Sergio Mattarella. También lo han frecuentado los presidentes del Consejo de Ministros Romano Prodi y Silvio Berlusconi, y la canciller alemana Angela Merkel.

## Elcafé-concert
Siguiendo la influencia francesa, hacia finales del siglo xix llegó a Nápoles el café-concert, también llamado caffè concerto en italiano. Junto con el Salone Margherita, el Gambrinus fue uno de los lugares más frecuentados por la nobleza napolitana. Con el paso del tiempo, en la versión napolitana del café-concert se definió la figura de la sciantosa, personaje principal del concierto (el término procede de una mala pronunciación en napolitano de la palabra francesa chanteuse, que literalmente significa «cantante»).

## El café pendiente
En el Gran Caffè Gambrinus nació, a partir de la segunda mitad del siglo xix, la práctica del café pendiente, que consiste en dejar un café pagado para las personas pobres que no pueden adquirirlo. Esta tradición se ha renovado en tiempos de crisis en el mismo lugar donde surgió. En la entrada del bar está colocada todavía en la actualidad una cafetera gigante en la que se pueden dejar los recibos «pendientes», dejados por los clientes a favor de cualquiera que tenga necesidad. El eco de esta práctica ha llegado hasta a América, donde han surgido iniciativas similares a la napolitana.

## Películas grabadas en el Gambrinus
Las salas del Gran Caffè Gambrinus han sido escenario de algunas películas, como:
- Carosello napoletano (1954), dirigida por Ettore Giannini, con la participación de Sophia Loren;
- La volpe a tre zampe (2002), dirigida por Sandro Dionisio;
- la miniserie Donne sbagliate (2007), dirigida por Monica Vullo, con la participación de Manuela Arcuri;
- L'imbroglio nel lenzuolo (2009), dirigida por Alfonso Arau, con la participación de Geraldine Chaplin, Anne Parillaud, Maria Grazia Cucinotta y Natalie Caldonazzo;
- la serie de televisión Los bastardos de Pizzofalcone (adaptada de la serie de novelas homónima de Maurizio De Giovanni), dirigida por Carlo Carlei, con la participación de Alessandro Gassman y Carolina Crescentini.
- la serie de televisión El comisario Ricciardi (adaptada de la serie de novelas homónima de Maurizio De Giovanni), dirigida por Alessandro d'Alatri, con la participación de Lino Guanciale.